# Geoffrey Raisman
Geoffrey Raisman (28 juin 1939 – 27 janvier 2017) est un neurologue britannique.
Il est considéré par la communauté scientifique comme le père de la plasticité neuronale à travers son article de 1969. En effet, il permet « d’établir pour la première fois et de manière définitive », la capacité qu’a le cerveau à constituer de nouvelles synapses à la suite d’une lésion chez l’adulte.

## Distinctions
Il est récompensé en 1980 par le prix Wakeman pour la recherche en neurosciences, et en 2005 par la médaille Reeve-Irvine